# Tadelesh Birra
Tadelesh Birra (24 april 1975) is een Keniaanse langeafstandsloopster, die is gespecialiseerd in marathon. Ze schreef verschillende marathons op haar naam, zoals marathon van Havre (1999), marathon van Napels (2002), marathon van Hannover (2003, 2004) en de marathon van Zürich (2008).

## Palmares

### Marathon
- 1999:  marathon van Havre - 2:36.50
- 2000:  marathon van Turijn - 2:31.44
- 2000: 12e marathon van Berlijn - 2:36.52
- 2001: 5e marathon van Rome - 2:44.02
- 2001: 4e marathon van Madrid - 2:38.48
- 2001: 31e WK in Edmonton - 2:39.10
- 2002:  marathon van Napels - 2:45.03
- 2003:  marathon van Hannover - 2:33.42
- 2004:  marathon van Hannover - 2:37.32
- 2006: 5e marathon van Hongkong - 2:46.31
- 2008:  marathon van Zürich - 2:32.08
- 2008:  marathon van Warschau - 2:35.20
- 2008:  marathon van Beiroet - 2:37.58
- 2009: 14e marathon van Zurich - 2:51.08
- 2010: 4e marathon van Krakau - 2:43.27